# Укча
Укча (алб. Uçë) је насеље у општини Исток на Косову и Метохији.

## Демографија
Насеље има албанску етничку већину, до 1999. године у селу је било око 70% Срба.
Број становника на пописима:
- попис становништва 1948. године: 725
- попис становништва 1953. године: 820
- попис становништва 1961. године: 883
- попис становништва 1971. године: 986
- попис становништва 1981. године: 1 160
- попис становништва 1991. године: 1 283